# Francesco Cerabona
Francesco Cerabona (Aliano, 9 dicembre 1882 – Napoli, 26 luglio 1963) è stato un avvocato e politico italiano.
Fu Ministro delle comunicazioni nei governi Badoglio II e Bonomi II e Ministro dei trasporti nel governo Bonomi III
Eletto nel collegio di Potenza, subentrò nel corso della I legislatura al dimissionario Luigi De Filpo, fece parte del gruppo parlamentare del Partito Socialista Italiano dal 1º giugno 1948 al 24 giugno 1953.
Fece parte della Massoneria.